# Alessiade
(Anna Comnena, Proemio dell'Alessiade)

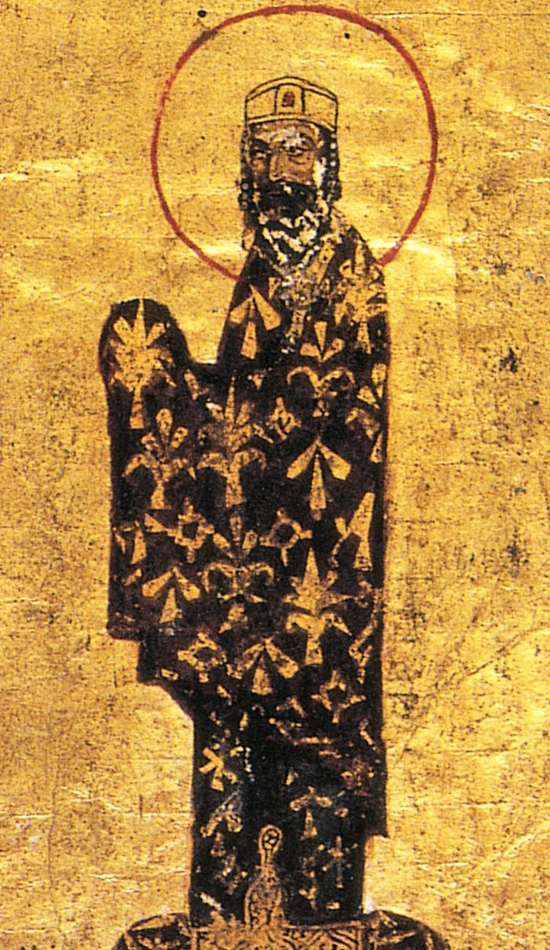
Una miniatura rappresentante Alessio I Comneno.

L'Alessiade è un'opera scritta da Anna Comnena Porfirogenita nel 1148, in lingua greca, ed è la biografia del padre Alessio I Comneno.

## Descrizione dell'opera
La principale fonte sulla vita di Alessio I Comneno è l'Alessiade di Anna Comnena, figlia primogenita di Alessio: essa è una biografia molto dettagliata della vita di Alessio e copre pressappoco il lasso di tempo dal regno di Romano IV Diogene fino alla morte di Alessio avvenuta nel 1118. Edward Gibbon, celebre storico inglese del XVIII secolo, ha emesso un giudizio molto negativo sull'Alessiade. Anche studi moderni evidenziano alcune incongruenze: Anna è reticente su fatti che potrebbero mettere in cattiva luce l'imperatore (per esempio, i rapporti col sultano Kiliğ Arslan); è abbastanza imprecisa nelle date, anticipando fatti posteriori, qualche volta omettendole del tutto; la sua geografia è molto vaga; ha una fastidiosa abitudine a nascondere taluni fatti: in particolare il racconto delle ultime ore di Alessio (libro XV) è quanto mai confuso e poco convincente. Infine, Anna parla pochissimo del fratello Giovanni II Comneno, che succedette al padre: dai laconici riferimenti si evince un'animosità non comune, dovuta al fatto che Anna sperò per anni di succedere al trono. Quando questa sua ambizione rimase frustrata, Anna partecipò con la madre Irene a una congiura per abbattere il fratello, ma, scoperta, fu esiliata in un convento, dove passò il resto della sua vita.
Gli storici moderni (come Georg Ostrogorsky) tendono a considerare l'Alessiade nel suo complesso come una fonte di primo piano, dato che Anna fu pur sempre un personaggio di rilievo a corte, e che poteva quindi disporre di testimonianze e documenti originali in qualsiasi momento. La stessa Anna dice che parte dell'Alessiade è desunta dalla storia di Niceforo Briennio, e parte dai dialoghi fra Alessio Comneno e Giorgio Paleologo, o fra Alessio e l'imperatrice Irene Ducaena, a cui lei stessa fu presente. La storia sarebbe stata poi completata da informazioni di seconda mano che Anna con tutta probabilità aggiunse, integrandole con le memorie personali, nei lunghi anni in cui fu confinata in convento (morì nel 1153, sotto il regno di suo nipote Manuele I Comneno). Una prova della veridicità dell'Alessiade sarebbe la presenza di parecchi fatti non riportati da storici latini contemporanei, in particolare nel racconto della prima crociata: per esempio, l'Alessiade è l'unica fonte che contiene il testo integrale del Trattato di Devol.
Altre fonti coeve sono una storia incompiuta scritta dal marito di Anna, Niceforo Briennio, che copre il periodo 1057-1081. L'opera tratta brevemente dell'ascesa della famiglia dei Comneni ma si interrompe a metà del regno di Niceforo III Botaniate. Da essa Anna trae notizie soprattutto per quel che riguarda l'ultimo periodo del regno di Niceforo III Botaniate, tuttavia l'opera non può essere messa a paragone con l'Alessiade.

## Edizioni
- Anna Comnena, Alessiade, a cura di Giuseppe Rossi (traduttore), I, Milano, Paolo Andrea Molina, 1846. URL consultato il 1º luglio 2011.
- Anna Comnena, Alessiade, a cura di Giuseppe Rossi (traduttore), II, Milano, Paolo Andrea Molina, 1849. URL consultato il 1º luglio 2011.
- Anna Comnena, Alessiade. Opera storica di una principessa porfirogenita bizantina, Curato da Giacinto Agnello, Palermo, Palazzo Comitini, 2010.
- Anna Comnena La precrociata di Roberto il Guiscardo. Pagine dell'Alessiade (curatore S. Impellizzeri), Dedalo, 1965 (traduzione parziale, soprattutto per quanto riguarda il primo conflitto normanno).
- Annae Comnenae Alexias, recensuerunt Diether R. Reinsch et Athanasios Kambylis, II voll., Berolini [etc.], apud W. De Gruyter, 2001

### Traduzioni
- U. Albini, E. V. Maltese, Bisanzio nella sua letteratura, Garzanti, 2004, ISBN 88-11-36653-4. (traduzione parziale)
- (FR)  Anne Comnene, Alexiade, a cura di B. Leib (Parigi, 1937-1945), in francese, ristampata nel 1967.
- (EN)  The Alexiad of Anna Comnena, traduzione inglese di Elizabeth A. Dawes, Londra 1928. Ristampata nel 2005 da New Ed (ISBN 0-7103-0929-5). Questa traduzione è, a detta degli studiosi, assai aderente al testo greco, ed è quindi di lettura piuttosto difficile. È poi assai scarna di note, in quanto la traduttrice, per l'inserimento storico dell'opera, fa esplicito riferimento all'opera monumentale di Georgina Buckler su Anna Comnena. La traduzione della Dawes è disponibile online.
- (EN)  The Alexiad, traduzione (in inglese) di E.R.A. Sewter, Penguin Classics, 2004, ISBN 0-14-044958-2. È una traduzione più libera, in inglese colloquiale. Buon apparato di note, di mappe, e albero genealogico dei Comneni e della famiglia Ducas
- (EL)  testo originale della patrologia greca  (PDF).